# Microcebus lehilahytsara
Lêmure-rato-de-goodman (Microcebus lehilahytsara) é uma espécie de lêmure pertencente à família Cheirogaleidae. A espécie é nomeada em homenagem ao primatologista Steven M. Goodman. "Lehilahytsara" é uma combinação das palavras malgaxes que significam "bom" (good em inglês) e "homem" (man em inglês).